# Edith Heerdegen
Edith Heerdegen (* 2. Juli 1913 in Dresden; † 13. Juli 1982 in Dachsberg, Landkreis Waldshut) war eine deutsche Schauspielerin.

## Leben
Edith Heerdegen nahm nach dem Abitur Schauspielunterricht und war 1933 Statistin in Wilhelm Tell. Jahrelang spielte sie an Wanderbühnen, bis sie kurz vor Ende des Zweiten Weltkriegs ein Engagement am Staatstheater Dresden erhielt. Während zwei längerer, durch Krankheit bedingte Unterbrechungen eignete die Schauspielerin sich umfangreiches literarisches und theoretisches Wissen an.
Mit ihrem Förderer und Lebensgefährten Erich Ponto kam sie 1947 an das Staatstheater Stuttgart, zu dessen Ensemble sie bis Juli 1979 gehörte, bevor sie mit Claus Peymann nach Bochum wechselte. Sie trug den Titel „Württembergische Staatsschauspielerin“.
1975 erhielt sie die Verdienstmedaille des Landes Baden-Württemberg (heute Verdienstorden). Zwischenzeitlich arbeitete sie auch am Deutschen Theater in Göttingen und am Residenztheater in München. Zuletzt war sie am Schauspielhaus Bochum tätig. Als bedeutende Schauspielerin des deutschen Nachkriegstheaters überzeugte sie in zahlreichen klassischen und modernen Rollen. Ihr Schauspielkollege Bernhard Minetti, mit dem zusammen in Bernhards Stück Der Weltverbesserer über 70 Mal auftrat, charakterisierte sie als eine „große, starke Kraft auf der Bühne“.
Daneben wirkte sie in einigen Filmen mit, in Fernsehspielen war sie häufiger zu erleben und sie sprach in 343 Hörspielen. Sie wurde als Schauspielerin mit außerordentlicher Begabung, enormer Wandlungsfähigkeit und einem seltenen Gespür für Stil und Atmosphäre beschrieben. In vielen Fernsehserien hatte sie als ältere Frau mit ihrer hohen, durchdringenden Stimme kurze, aber prägnante Auftritte. Als „Tante Milla“ überzeugte sie in der Verfilmung von Heinrich Bölls Satire Nicht nur zur Weihnachtszeit ebenso wie in dem Rainer-Erler-Film Orden für die Wunderkinder mit Carl-Heinz Schroth. Ausgehend von dem ZDF-Special Die Alten kommen, in dem sie 1980 in einer Episode ebenfalls gemeinsam mit Schroth auftrat, entwickelte Herbert Reinecker die Fernsehserie Jakob und Adele, in der beide zunächst die Titelrollen verkörperten. Da Heerdegen jedoch vor Fertigstellung der Serie verstarb, übernahm danach Brigitte Horney die weibliche Hauptrolle.
Die Schauspielerin lebte bis 1957 mit Erich Ponto während dessen letzten Lebensjahren zusammen. Verheiratet war sie später mit Otto Böhm, dem Chef einer traditionsreichen Stuttgarter Feinkostfirma. Ihr Privatleben schirmte sie stets vor der Öffentlichkeit ab. Heerdegen lebte in Dachsberg im Südschwarzwald, wo sie am 13. Juli 1982 im Alter von 69 Jahren nach längerer Krankheit starb. Auf dem Friedhof Hierbach wurde sie bestattet.

## Fotografische Darstellung Edith Heerdegens
- Li Naewiger: Edith Heerdegen (um 1955)[3]

## Filmografie
- 1949: Schicksal aus zweiter Hand
- 1949: Der Griff nach dem Atom (Kurzfilm)
- 1957: Monpti
- 1958: Bäume sterben aufrecht (TV)
- 1960: Kopf in der Schlinge (TV)
- 1961: Herr Raymond kommt nicht (TV)
- 1961: Sansibar
- 1962: Onkel Harry
- 1962: Zahlungsaufschub (TV)
- 1963: Orden für die Wunderkinder (TV)
- 1966: Wechselkurs der Liebe (TV)
- 1966: Stella (TV)
- 1967: Gottes zweite Garnitur (TV)
- 1967: Das Attentat – L.D. Trotzki (TV)
- 1967: Liebesgeschichten (TV-Serie, eine Folge)
- 1967: Moral (TV)
- 1967: Heiraten ist immer ein Risiko (TV)
- 1969: Rebellion der Verlorenen (TV)
- 1969: Der Fall Liebknecht-Luxemburg (TV)
- 1970: Nicht nur zur Weihnachtszeit (TV)
- 1971: Chopin-Express (TV)
- 1971: Paradies der alten Damen (TV)
- 1971: Der Kommissar (TV-Serie, Folge 41: Kellner Windeck)
- 1972: Der Stoff aus dem die Träume sind
- 1972: Freizeitraum, Bau 2 (TV)
- 1973: Scheibenschießen (TV)
- 1973: Sonderdezernat K1 (TV-Serie, Staffel 1. Folge 5: Kassensturz um Mitternacht)
- 1974: Du Land der Liebe (TV)
- 1974: Die Rache der Schamanen (TV-Serie Der kleine Doktor)
- 1975: Am Wege
- 1975: Memento Mori (TV)
- 1976: Jeder stirbt für sich allein
- 1976: Derrick (TV-Serie, Folge 16: Tod der Kolibris)
- 1977: Das Schlangenei
- 1977: Sonderdezernat K1 (TV-Serie, Staffel 3, Folge 4: Der Regen bringt es an den Tag)
- 1977: Derrick (TV-Serie,  Folge 33: Offene Rechnung)
- 1980: Die Alten kommen (TV)
- 1980: Liebe bleibt nicht ohne Schmerzen (TV)
- 1980: Vertrauensstellung (TV-Serie Der Alte)
- 1981: Die zweite Haut (TV)
- 1981: Wer spinnt denn da, Herr Doktor?
- 1981: Einfach Lamprecht (TV-Serie)
- 1981: Quartett bei Claudia (TV)
- 1981: Die Ortliebschen Frauen
- 1981: Der Gärtner (TV-Serie Der Alte)
- 1981: Silas (TV-Serie)
- 1982: Villa zu vermieten (TV)
- 1982: Die unsterblichen Methoden des Franz Josef Wanninger (TV-Serie, Staffel 4, Folge 9: Pension Annerose)

## Theater
- „Margareta“ in Shakespeares Richard III
- Titelrolle in Lessings Minna von Barnhelm
- „Elisabeth“ in Schillers Maria Stuart
- „Rebecca“ in Ibsens Rosmersholm
- Titelrolle in Shaws Die heilige Johanna
- „Lucile“ in Giraudoux Um Lukretis
- „Mizzi“ in Kafkas Das Schloss
- „Mary Cavan“ in O’Neills Eines langen Tages Reise in die Nacht
- „Dr. Mathilde von Zahnd“ in Dürrenmatts Physiker
- „Stella“ in Peter Ustinovs Endspurt
- „Die Frau“ in Thomas Bernhards Der Weltverbesserer (zusammen mit Bernhard Minetti)

## Hörspiele (Auswahl)
- 1950: Arthur Miller: Der Tod des Handlungsreisenden – Regie: Fränze Roloff (Hörspiel – HR)
- 1957: Hans Daiber: Lasst das Werk den Meister loben. Eine heitere Hörfolge über Wilhelm Busch (Die fromme Helene) – Regie: Robert Vogel (Hörspiel – SDR)
- 1960: Margaret Bonham: Isobel – Regie: Oskar Nitschke (Hörspiel – SDR)
- 1979: Thomas Härtner: Der liebe, böse Joos – Regie: Wolfram Rosemann (Hörspiel – WDR)